# Got fan

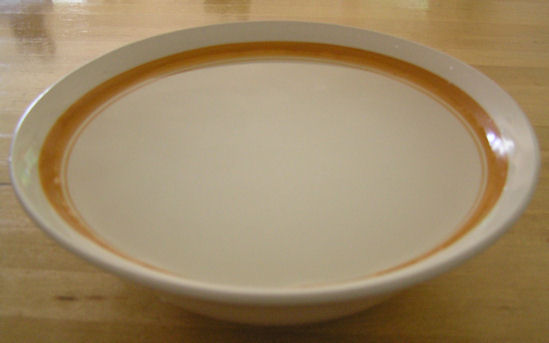
Plat de gotfan

El got fan o gotfan és una sopa calenta semblant a un pudin, tradicional a la gastronomia de la Xina. Es considera un plat casolà tradicional a Hong Kong i Xina, ja que mai se serveix en restaurants.
La recepta de la sopa és senzilla, ja que solament requereix bullir l'aigua i la pols obtinguda de les arrels de la planta. S'afegeix sucre per endolcir-la. El seu gruix varia segons la relació entre aigua i pols.
Es considera principalment un aperitiu saludable. De vegades es pren per netejar el sistema digestiu, a causa de la seva puresa.
Poden usar-se pólvores extretes de diferents plantes. La sopa acaba tenint un aspecte clar, blanc o fins i tot verdós. En tots els casos se serveix calent.